# Завойть
Завойть (бел. Завайць) — агрогородок в Наровлянском сельсовете Наровлянского района Гомельской области Беларуси.
Поблизости есть железорудное месторождение. На востоке лес.

## География

### Расположение
В 8 км на запад от Наровли, 20 км от железнодорожной станции Ельск (на линии Калинковичи — Овруч), 186 км от Гомеля.

### Гидрография
На востоке мелиоративные каналы, соединённые с рекой Мытва (приток реки Припять).

## Транспортная сеть
Транспортные связи по просёлочной, а затем автодороге Ельск — Наровля. Планировка состоит из прямолинейной, меридиональной улицы, застроенной плотно деревянными домами усадебного типа.

## История
Найденный в деревне клад старинных серебряных монет свидетельствует о деятельности человека в этих местах с давних времён. По письменным источникам известна с XVI века как село в Мозырском повете Минского воеводства Великого княжества Литовского. В 1750-51 годах жители участвовали в антифеодальном восстании.
После 2-го раздела Речи Посполитой (1793 год) в составе Российской империи. С 1800 года работал завод по производству поташа, который принадлежал Я. Сиверсу, а с 1813 года Горвату. В 1811 году деревня в Речицком уезде. Согласно переписи 1897 года действовал хлебозапасный магазин. В 1908 году в Наровлянской волости Речицкого уезда Минской губернии. В 1916 году открыта школа, которая размещалась в наёмном крестьянском доме, а в августе 1925 года для неё построено собственное здание.
В 1930 году организован колхоз «Новая Завойть». Во время Великой Отечественной войны действовала подпольная группа (руководитель З. Желудь). В боях около деревни погиб 31 советский солдат (похоронены в братской могиле около Дома культуры). 66 жителей погибли на фронте.
С 14 апреля 1962 года до 16 декабря 2009 года административный центр Завойтянского сельсовета. Центр колхоза «Красный боец». Расположены 9-летняя школа, Дом культуры, библиотека, фельдшерско-акушерский пункт, детский сад, отделение связи, магазин.

## Население

### Численность
- 2004 год — 127 хозяйств, 305 жителей.

### Динамика
- 1795 год — 40 дворов, 275 жителей.
- 1834 год — 53 двора.
- 1897 год — 59 дворов 315 жителей (согласно переписи).
- 1908 год — 68 дворов, 449 жителей.
- 1959 год — 713 жителей (согласно переписи).
- 2004 год — 127 хозяйств, 305 жителей.

## Культура
Расположены Дом культуры, библиотека.